# Remix XL
Albums de Mylène Farmer
L'Emprise
(2022) Nevermore
(2024)
Singles
1. Désenchantée (Feder Remix)
Sortie : 23 février 2024
2. XXL (Blue Stahli Remix)
Sortie : 19 avril 2024

Remix XL est le troisième album de remixes de la chanteuse Mylène Farmer, paru le 19 avril 2024 chez Sony.
Cet album est composé de 18 remixes inédits (les trois restants étant déjà connus des fans).
L'album comprend des remixes de certaines des chansons les plus populaires de Mylène Farmer depuis le début de sa carrière. Des DJ tels que Feder, The Hacker, Cut Killer, Arnaud Rebotini et The Avener ont travaillé sur l'album. La chanteuse a enregistré de nouvelles voix pour certains des morceaux les plus anciens, sortis à l'origine entre 1986 et 1995 : Libertine, Sans contrefaçon, Pourvu qu'elles soient douces, Désenchantée, Je t'aime mélancolie, California et XXL.

## Histoire

### Genèse
Après l'album L'Emprise (sorti en 2022 et certifié disque de platine 3 semaines après sa parution), Mylène Farmer entame sa sixième tournée, Nevermore. Cependant, à la suite des émeutes survenues après le décès du jeune Nahel, les deux concerts au Stade de France sont annulés seulement quelques heures avant le premier concert. Le report des dates est complexe à gérer du fait de l'organisation de la Coupe du Monde de Rugby en France à partir de septembre 2023 puis des Jeux Olympiques en 2024. Ils sont finalement reportés au vendredi 27 septembre et samedi 28 septembre 2024. Durant l'année 2024, la chanteuse se prêtre aussi au doublage pour la voix française de Blossom dans le film Blue & Compagnie, et est la voix off du film Bambi, l'histoire d'une vie dans les bois.
L'année 2024 marque également les quarante ans de carrière de Mylène Farmer, qui avait fait ses débuts avec Maman a tort en 1984. Le titre de l'album y fait probablement référence, puisque outre le clin d’œil au tire XXL (1995), XL signifie 40 en chiffres romains.
Le 23 février 2024, un remix inédit du tube Désenchantée par le DJ Feder est mis en ligne et proposé à la vente. Feder et Mylène Farmer avaient déjà collaboré pour l'album Désobéissance paru en 2019.
À la fin de l'hiver, un nouvel album de remixes, baptisé Remix XL est annoncé par la société de Pascal Nègre, Hashtag NP.

### Sortie
L'album Remix XL sort le 19 avril 2024 sans la moindre promotion de la part de Mylène Farmer, en format digital, CD et vinyle. Il atteint dès sa sortie la deuxième place du Top Album.
Après le premier remix de Désenchantée par Feder, un autre remix de XXL est proposé et deuxième single. Ce remix est diffusé durant le feu d'artifice du 14 juillet à Paris. Ces deux titres bénéficient d'une Lyrics Video mises en ligne sur YouTube et réalisées par Guillaume Colas.

## Pochette
La pochette, dans des teintes orange, est une aquarelle représentant un visage aux cheveux roux derrière une plume de corbeaux. Elle est imaginée par Olivier Theyskens (qui a réalisé les costume de Nevermore) et exécutée par Lisa Gautier, la nièce de la chanteuse.

## Liste des titres
| Digital, CD | Digital, CD                                                        | Digital, CD | Digital, CD | Digital, CD | Digital, CD | Digital, CD | Digital, CD | Digital, CD | Digital, CD |
| No          | Titre                                                              | Durée       |             |             |             |             |             |             |             |
| ----------- | ------------------------------------------------------------------ | ----------- | ----------- | ----------- | ----------- | ----------- | ----------- | ----------- | ----------- |
| 1.          | Libertine (NIT remix)                                              | 5:15        |             |             |             |             |             |             |             |
| 2.          | Sans contrefaçon (The Magician remix)                              | 3:43        |             |             |             |             |             |             |             |
| 3.          | Pourvu qu'elles soient douces (Cut Killer & Prez Poney Club remix) | 3:24        |             |             |             |             |             |             |             |
| 4.          | Désenchantée (Arnaud Rebotini remix)                               | 7:48        |             |             |             |             |             |             |             |
| 5.          | Je t'aime mélancolie (Rusty Egan remix)                            | 4:30        |             |             |             |             |             |             |             |
| 6.          | California (Arthur Baker remix)                                    | 7:18        |             |             |             |             |             |             |             |
| 7.          | XXL (Blue Stahli remix)                                            | 4:04        |             |             |             |             |             |             |             |
| 8.          | Je te rends ton amour (David Lynch remix)                          | 5:02        |             |             |             |             |             |             |             |
| 9.          | Optimistique-moi (Feder remix)                                     | 5:31        |             |             |             |             |             |             |             |
| 10.         | C'est une belle journée (The Hacker remix)                         | 6:35        |             |             |             |             |             |             |             |
| 11.         | Sextonik (Tomer G Sextonik Reloaded Club Mix)                      | 5:54        |             |             |             |             |             |             |             |
| 12.         | Oui mais non (Mico C remix)                                        | 5:03        |             |             |             |             |             |             |             |
| 13.         | N'aie plus d'amertume (Marsheaux remix)                            | 6:20        |             |             |             |             |             |             |             |
| 14.         | Du temps (Dave Audé remix)                                         | 5:36        |             |             |             |             |             |             |             |
| 15.         | Des larmes (Theo Hutchcraft Remix)                                 | 3:34        |             |             |             |             |             |             |             |
| 16.         | L'âme dans l'eau (The Avener Rework)                               | 3:17        |             |             |             |             |             |             |             |
| 17.         | Do You Know Who I Am (Richard Norris Remix)                        | 6:52        |             |             |             |             |             |             |             |
| 18.         | Rayon vert (avec AaRON) (Fragrance & S DIAMAH Remix)               | 4:01        |             |             |             |             |             |             |             |
| 19.         | Bouteille à la mer (IKS Remix)                                     | 6:36        |             |             |             |             |             |             |             |
| 20.         | Rallumer les étoiles (Motherweshare Remix)                         | 11:00       |             |             |             |             |             |             |             |
| 21.         | Désenchantée (Feder Remix (Extended))                              | 6:53        |             |             |             |             |             |             |             |
| 118:16      |                                                                    |             |             |             |             |             |             |             |             |

## Classement et certifications
Entré à la 2e position des ventes en France, l'album cumule dès sa première semaine d'exploitation plus de 17 000 équivalent ventes.
| Classement                             | Meilleure position |
| -------------------------------------- | ------------------ |
| 🇧🇪 Belgique (Wallonie Ultratop)        | 2                  |
| 🇫🇷 France (Snep - Top Album)           | 2                  |
| 🇨🇭 Suisse (Schweizer Hit-Parade Album) | 5                  |